# بروک این واترلند
بروک این واترلند (به هلندی: Broek in Waterland) یک منطقهٔ مسکونی در هلند است که در واترلاند واقع شده‌است. بروک این واترلند ۲٬۳۵۰ نفر جمعیت دارد.